# Valerio Checchi
Valerio Checchi (Subiaco, 3 aprile 1980) è un ex fondista italiano.

## Biografia
Ha debuttato in campo internazionale in occasione dei Mondiali juniores di Saafelden nel 1999, senza ottenere risultati di rilievo. In Coppa del Mondo ha esordito l'8 dicembre 2001 nella 10 km a tecnica classica di Cogne (71°), ha ottenuto il primo podio l'11 gennaio 2004 nella staffetta di Otepää (2°) e la prima vittoria il 14 gennaio 2006 nella staffetta della Val di Fiemme. In gare individuali ha ottenuto la prima vittoria, nonché primo podio, il 25 gennaio 2008 nella 15 km a tecnica libera di Canmore.
In carriera ha partecipato a due edizioni dei Giochi olimpici invernali, Torino 2006 (38° nella 15 km, 18° nell'inseguimento) e Vancouver 2010 (19° nella 15 km, 31° nella 50 km, 9° nella staffetta) e a sei dei Campionati mondiali (miglior risultato: quarto posto nella staffetta a Liberec 2009).
Il 20 febbraio 2014 è stato deferito al tribunale antidoping del CONI per aver infranto le normative del Codice mondiale antidoping WADA: Checchi, infatti, per tre volte nell'arco di diciotto mesi è risultato irreperibile ai controlli. Per questo motivo la procura antidoping ha chiesto una squalifica di un anno e due mesi e l'attività agonista dello sciatore è stata immediatamente sospesa.

## Palmarès

### Coppa del Mondo
- Miglior piazzamento in classifica generale: 10º nel 2008
- 8 podi (2 individuali, 6 a squadre):
  - 2 vittorie (1 individuale, 1 a squadre)
  - 5 secondi posti (a squadre)
  - 1 terzo posto (individuale)

#### Coppa del Mondo - vittorie
| Data            | Luogo         | Paese  | Disciplina                                                             |
| --------------- | ------------- | ------ | ---------------------------------------------------------------------- |
| 14 gennaio 2006 | Val di Fiemme | Italia | 4x10 km (con Giorgio Di Centa, Pietro Piller Cottrer e Cristian Zorzi) |
| 25 gennaio 2008 | Canmore       | Canada | 15 km TL                                                               |

Legenda:

TC = tecnica classica

TL = tecnica libera

#### Coppa del Mondo - competizioni intermedie
- 2 podi di tappa:
  - 1 secondo posto
  - 1 terzo posto

### Campionati italiani
- 9 medaglie[2]:
  - 2 ori (15 km TC nel 2006; 15 km TC nel 2008)
  - 3 argenti (inseguimento nel 2005; inseguimento nel 2008; 15 km TL nel 2012)
  - 4 bronzi (30 km TC, inseguimento nel 2003; 30 km TC nel 2004; 15 km TL nel 2012)